# Ovidiu Varga
Ovidiu Varga (* 5. Oktober 1913 in Pașcani; † 15. Juli 1993 in Bukarest) war ein rumänischer Komponist, Musikwissenschaftler und -pädagoge.

## Leben
Varga studierte in Iași Violine und Komposition. Von 1951 bis 1968 war er musikalischer Leiter von Romania TV Radio. Außerdem unterrichtete er Musikästhetik und -geschichte am Konservatorium von Bukarest. Er veröffentlichte mehrere musikwissenschaftliche Werke, Studien in der Fachpresse und Artikel in Zeitschriften und trat bei Konferenzen und in Hörfunksendungen auf. Im Mittelpunkt seines kompositorischen Schaffens stand die Vokalmusik, insbesondere Lieder und Massenlieder.

## Schriften
- Tracul Orfeu și destinul muzicii, 1980
- Enescu și alți șase mari ai secolului XX, 1981
- Cei trei vienezi și nostalgia lui Orfeu, 1983
- Bach, un Orfeu pământean, 1985
- Wolfgang Amadeus Mozart, 1988
- În căutarea lui Mozart: 1791–1991, 1991

## Kompositionen
- Primavara viefii, Streichquartett, 1953
- Scanteia Eliberäii, Oratorium für Solisten, Chor und Orchester, 1954
- Konzert für Streicher und Perkussion, 1957
- Cantata bucuriei für Solisten, Chor und Orchester, 1960